# Bill Denbrough
William "Bill" Denbrough là một nhân vật hư cấu được tạo ra bởi nhà văn Stephen King là một nhân vật chính trong cuốn tiểu thuyết Gã hề ma quái (tiểu thuyết) năm 1986 của ông. Nhân vật được coi là thủ lĩnh của "The Losers Club" cùng với các thành viên trong nhóm đi tìm và tiêu diệt gã hề Pennywise (The Dancing Clowns) sau khi em trai của cậu ta là Georgie bị gã hề giết chết. Nhân vật đầu tiên được xuất hiện trên màn ảnh nhỏ bởi các loạt phim của năm 1990 bởi Jonathan Brandis (lúc còn nhỏ) và Richard Thomas (lúc trưởng thành). Trong các bản chuyển thể thành phim Chú hề ma quái (2017) và Gã hề ma quái 2 (2019) do Jaeden Martell thủ vai lúc nhỏ và James McAvoy thủ vai khi trưởng thành.

## Thông tin nhân vật
Bill Denbrough sinh năm 1946 (1947 ở phiên bản năm 1990 và 4/1/1976 trong phiên bản 2017). Cậu ta là con trai của Zach và Sharon Denbrough và là anh trai của Georgie Denbrough sống tại Derry Maine. Bill gặp một vài trở ngại về lời nói của mình do cậu bị một chiếc ô tô đâm vào năm 3 tuổi khiến cậu bị gia đình ruồng bỏ. Vào cuối mùa thu năm 1957 (năm 1988 trong phiên bản 2017), Bill bị cảm lạnh và cậu ấy đã giúp em mình là Georgie gấp một chiếc thuyền giấy để Georgie mang ra ngoài chơi, mặc dù ngoài trời  mưa như trút nước. Một lúc sau đó, Georgie làm trôi chiếc thuyền xuống dưới cống thoát nước bị tên hề Pennywise dụ dỗ tấn công và ăn thịt George trong cống thoát nước.
Sau sự cố đáng tiếc này, vào mùa hè năm 1958 (1960 phiên bản 1990, 1989 phiên bản năm 2017) Bill và những người bạn của mình là Richie Tozier, Eddie Kaspbrak và Stanley Uris đều có cuộc chạm trán kinh sợ với gã hề Pennywise. Những cuộc phải đối đầu với gã hề khiến họ kết bạn với những người bạn mới là Beverly Marsh, Ben Hanscom và Mike Hanlon, thành lập lên "The Losers Club". Tất cả những người bạn của Bill đều lần lượt phải đối mặt với tên hề một cách độc lập và tên hay bắt nạt nhóm Bill là Henry Bowers - người sau này sẽ bị chịu ảnh hưởng Pennywise, cho đến khi cả nhóm quyết định đến nơi mà họ tin Pennywise đang ẩn náu trên đường Neibolt và họ đều tin rằng đã giết được nó. Tuy nhiên, họ đã lập một lời thề máu nếu Pennywise thực sự không chết thì tất cả sẽ phải quay trở lại để giết nó.
Khi trưởng thành, Bill trở thành một nhà văn cực kỳ thành công và đã kết hôn với một nữ diễn viên là Audra Phillips, Bill đã kiểm soát được tật nói lắp của mình, nhưng do ảnh hưởng của It nên Bill không nhớ được gì về Derry hay em trai của mình Georgie hay The Losers Club. Sau khi Pennywise chính thức trở lại giết một người đồng tính tên là Adrian Mellon. Bill đã nhận được một cuộc gọi của Mike Hanlon - người duy nhất ở lại Derry yêu cầu anh ta quay lại thị trấn một lần nữa để giết Pennywise một lần và mãi mãi. Tất cả thành viên của The Losers Club đều quay trở lại trừ Stanley, anh ấy đã tự sát vì không thể đối mặt với nỗi sợ hãi một lần nữa. Cả nhóm gặp nhau tại một nhà hàng Trung Quốc, tại đây họ đã trò chuyện và đến khi họ nhận ra Stanley đã không đến từ đây họ phải đối mặt với It
Cuối cùng, từng thành viên đều phải chiến đấu với It cả nhóm quay lại đường Neibolt để thực hiện nghi lễ "Ritual of Chud" để Pennywise lộ hình dạng thật để có thể giết nó. Nhưng tên hề đã bắt Audra vợ của Bill và cô ấy bị ảnh hưởng bởi ánh sáng chết của It khiến cho Audra rơi vào trạng thái catatonia. Ngay sau khi đánh bại Pennywise Bill đã giúp Audra thoát khỏi sự ảnh hưởng của tên hề.